# Magnus Gabriel De la Gardie

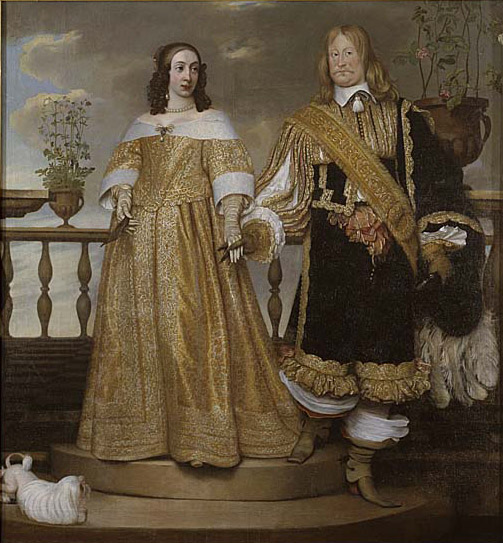
Magnus Gabriel De la Gardie met zijn echtgenote Maria Euphrosyne, de zuster van koning Karel X van Zweden. Hendrick Munnikhoven (1653)

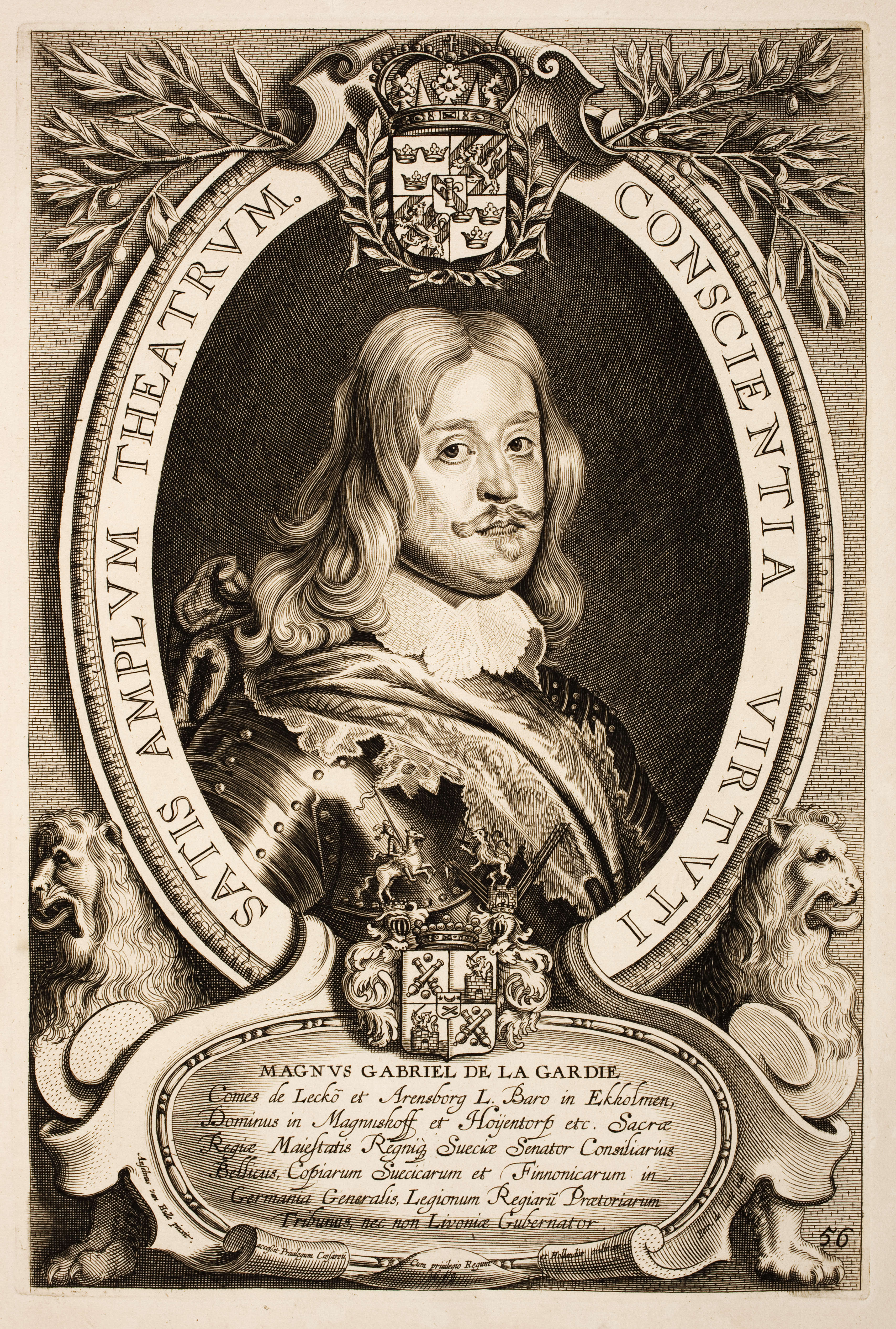
Magnus de la Gardie door Anselmus van Hulle.

Magnus Gabriel De la Gardie (Reval, 15 oktober, 1622 – Sigtuna, 26 april 1686) was een Zweedse edelman, rijkskanselier en militair, die tussen 1670 en 1682 de facto heerser was van Zweden en aanvoerder van een Fransgezinde politiek. Hij was de zoon van Jakob De la Gardie en Ebba Brahe. Zijn familie, afkomstig uit Gardie in de Languedoc en neergestreken in Lijfland, was een van de machtigste en rijkste in het koninkrijk Zweden (1523-1814).

## Biografie
Hij studeerde in Uppsala en Leiden. In 1643 keerde hij terug vanwege de oorlog met Denemarken. In 1645 werd hij door Christina I van Zweden benoemd tot haar lijfwacht en 1647 naar Frankrijk gestuurd om musici te contracteren voor haar hof. Zijn schoonzuster Eleonora Catherine of Zweibrücken, raakte zwanger van een van de muzikanten en veroorzaakte een schandaal bij haar echtgenoot. Hij werd gouverneur in het koninkrijk Saksen in de laatste fase van de Dertigjarige Oorlog. In 1648 nam hij deel aan de belegering van Praag en was betrokken bij de beroving van de burcht. Hij bleef een gunsteling van koningin Christina totdat zij onder invloed kwam van de Franse arts Bourdelot en De la Gardie het veld moest ruimen. In 1654 deed Christina afstand van de troon en is opgevolgd door haar neef, en de zwager van De la Gardie.
Onder koning Karel X Gustaaf van Zweden, nam hij het commando van het Zweedse leger in Lijfland op zich, 1656 werd hij gouverneur in Zemgale en Litouwen en verdedigde Riga tegen de Russen tijdens de Noordse Oorlog.
Na de dood van de koning in 1660 nam hij als kanselier deel aan het regentschap over de minderjarige van Karel XI van Zweden. Hij voerde een oorlogsbeleid, gericht op de Zweedse deelname aan de Europese conflicten. De staatsfinanciën in Zweden werden gereorganiseerd door Johan Palmstruch. Zweden steunde de Franse kandidaat voor de Poolse troon in 1668, nadat Jan II Casimir van Polen afstand had gedaan. De la Gardie was mening dat Christina moest worden opgesloten toen ze haar vaderland wilde bezoeken.

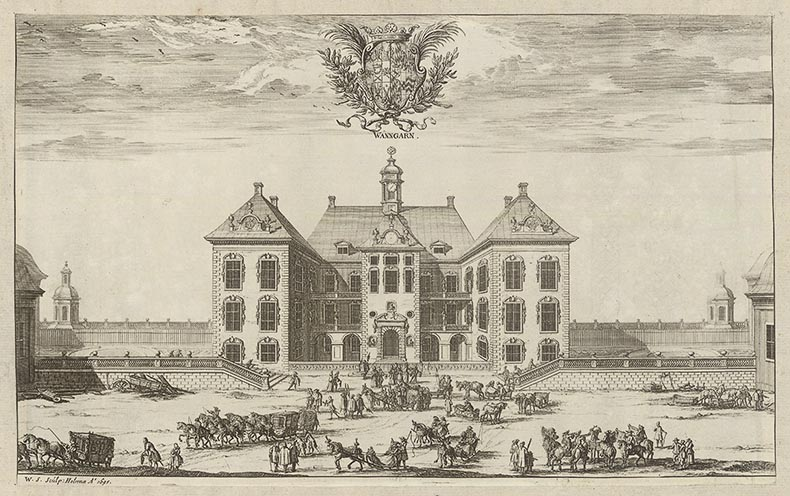
Venngarn ca 1695. Kopergravure door Willem Swidde (1695)

In 1672 was het zijn taak de Grote Keurvorst bezig te houden in Noord-Duitsland, zodat Frankrijk de Republiek kon aanvallen. In de Schoonse Oorlog viel hij Noorwegen aan. De incompetente De la Gardie verloor aan invloed nadat bekend werd dat hij was omgekocht, voerde een geheime correspondentie met Abraham de Wicquefort, en ontdaan van bijna al zijn bezittingen stierf hij in armoede op zijn kasteel Venngarn. Hij was niet de enige: in 1680 moest de Zweedse adel de helft van haar bezittingen afstaan aan de Kroon.
Magnus Gabriel De la Gardie is ook bekend als mecenas. In 1662 kocht hij van Isaac Vossius de Codex Argenteus. In 1664 schonk hij deze Gotische bijbel en een aantal andere boeken, afkomstig uit IJsland aan de Universiteit van Uppsala. Op zijn initiatief werd in 1666 Oudheden College opgericht, het eerste archeologisch instituut in Europa. Hij schreef psalmen en gedichten en verfraaide een aantal kastelen, zoals het Läckö slott aan het Vänermeer.

## Familie
Magnus Gabriel huwt met Maria Euphrosyne, geboren von der Pfalz von Kleeburg.
Zij kregen ten minste elf kinderen, waaronder
- Gustav Adolf De La Gardie av Ekholmen (1647 - 1695)
- Magnus Gabriel De La Gardie (1654 - 1667)
- Catharina Charlotta De La Gardie (1655 - 1697)
- Ebba Hedvig De La Gardie (1659 - 1700)

- Biblioteca Nacional de España: XX4923091
- Bibliothèque nationale de France: cb119408702 (data)
- Digitale Bibliotheek voor de Nederlandse Letteren: gard003
- Gemeinsame Normdatei: 119144646
- International Standard Name Identifier: 0000 0001 2121 2094
- KulturNav: db89c6c1-b6e6-4c88-a0d7-1c3d8d18b9c4
- Library of Congress Control Number: n81120158
- Nationale Bibliotheek van Tsjechië: xx0039058
- Nationale Bibliotheek van Israël: 987007271015405171
- Nederlandse Thesaurus van Auteursnamen: 070634424
- RKD-Nederlands Instituut voor Kunstgeschiedenis: 351276
- LIBRIS: 183544
- SNAC: w6m65nww
- Système universitaire de documentation: 027347206
- Union List of Artist Names: 500316631
- Virtual International Authority File: 13111366
- WorldCat: E39PBJdRxbQBhXxVtb9cGBQyVC